# Diego de Zabala
Diego de Zabala, (Pamplona, ca. 1619 – Pamplona, 1655). Nacido en torno a 1619, era hijo de un soldado de la ciudadela de Pamplona. Trabajó durante varios años en Sevilla, como “factor y corrector” de imprenta, y después pasó a Madrid, donde al cabo de tres años lo llamó Martín de Labayen que, al parecer, debía de estar seriamente enfermo. Se casó con la hija del patrón, Isabel de Labayen, en 1644 y acto seguido pasó a figurar en el pie de imprenta de las publicaciones juntamente con su suegro, hasta la muerte de este en 1654. Diego de Zabala solo le  sobrevivió un año, ya que murió en 1655. Cuando tan solo hacía un mes de la muerte de su esposo, Isabel de Labayen, la viuda, se volvió a casa con el oficial de imprenta Gaspar Martínez. Esta premura obedecía durante el Antiguo Régimen a la necesidad que tenían las viudas herederas de un negocio artesanal de contraer matrimonio a la mayor brevedad con un conocedor del oficio que se hiciera cargo del mismo, ya que ellas no podían.

## Vida y trabajo
Diego de Zabala se instaló en la casa de su suegro, en la calle San Antón, y tuvo cuatro hijos: Marín Gregorio, nacido hacia 1644, que heredó el negocio; Francisco, que trabajó en la imprenta; Graciosa, nacida hacia 1652, que casó con el cirujano Miguel de Arraiza, y Juana, en torno a un año más joven que su hermana.
Como era frecuente en el mundo artesanal, sus hijos Martín Gregorio y Francisco, desde niños, con unos diez años, se iniciaron el oficio de impresor de la mano de su padre.
A partir de la boda y hasta la muerte de su suegro, desde 1644 hasta 1654, ven la luz 21 libros que firman conjuntamente, aunque todo hace pensar que era él quien efectivamente dirigía la imprenta, ya que Labayen estaba seriamente enfermo. 
De hecho, en el pleito suscitado en 1651 por el cobro del Cursus Philosophici, del franciscano del convento de Pamplona, Francisco Relio, únicamente figura como demandante Diego de Zabala, sin que en ningún momento se haga mención a Labayen. A pesar de ello, en la portada aparecieron ambos.

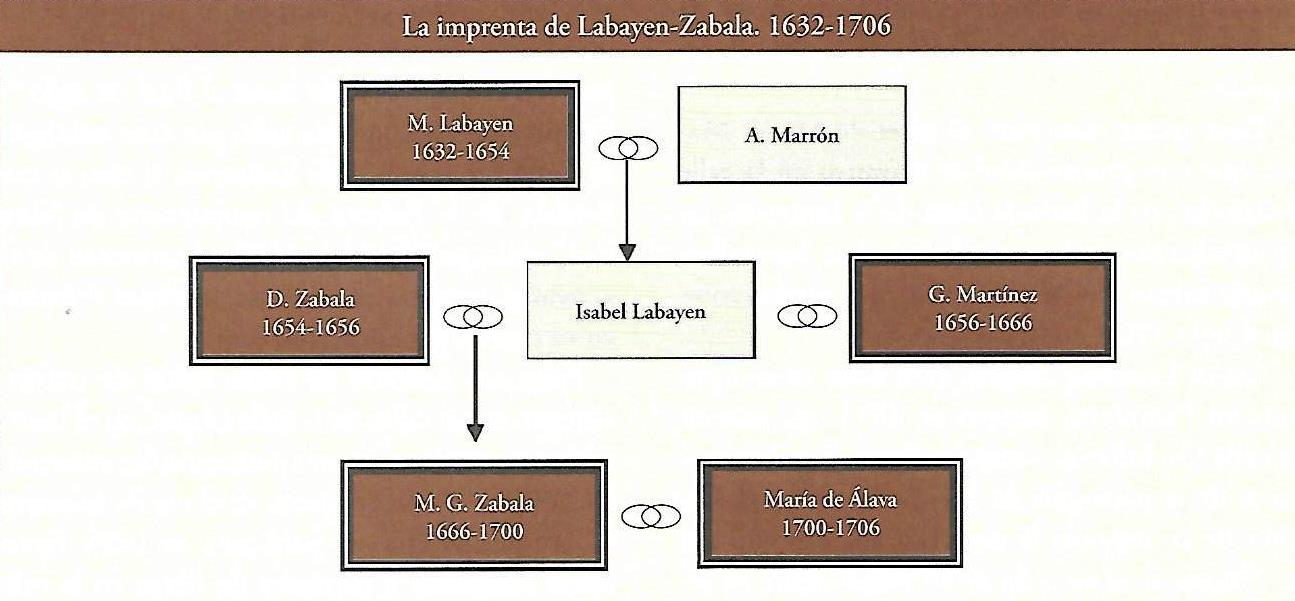
Titulares de la imprenta fundada por Martín de Labayen (1632-1706).

Su hijo Martín Gregorio, en 1672, en pleito con su padrastro Gaspar Martínez, sostenía —puede que interesadamente, para justificar sus pretensiones— que su padre había ampliado y mejorado el negocio familiar con la compra de dos prensas, que costaron la elevada cantidad de quinientos ducados cada una, y había adquirido juegos de letras en Castilla y Francia por importe de trescientos ducados. Para dar idea de la intensa actividad del taller, sostiene que daba empleo a cuatro oficiales. No parece que Martín de Labayen mantuviera de forma permanente una plantilla tan nutrida, a la vista del bajo ritmo de trabajo de su imprenta.
Tras el fallecimiento de su suegro en 1654, Diego de Zabala estampa su nombre en solitario, aunque será durante dos años solamente —1654 y 1655—, ya que, de salud endeble, murió en 1655, sin haber cumplido los 40, cuando trabajaba en la impresión del "Espejo católico de la caridad divina", de Ignacio Vidondo, que dos años más tarde concluyó Gaspar Martínez, con el que había casado su viuda.
Murió sin testar y fue enterrado en la parroquia de San Nicolás.

## Galería de imágenes

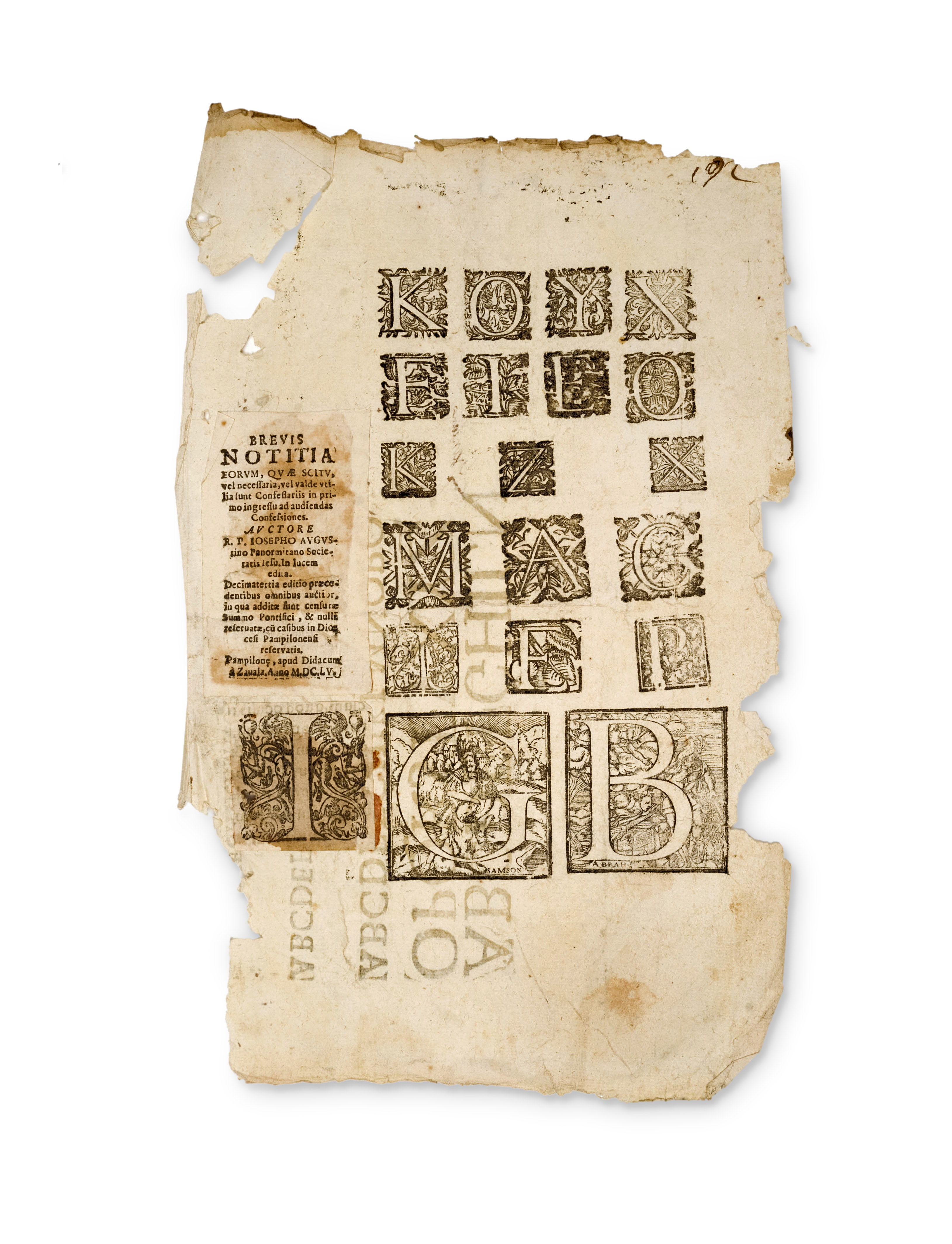
Catálogo de letras capitulares de la imprenta de Diego de Zabala
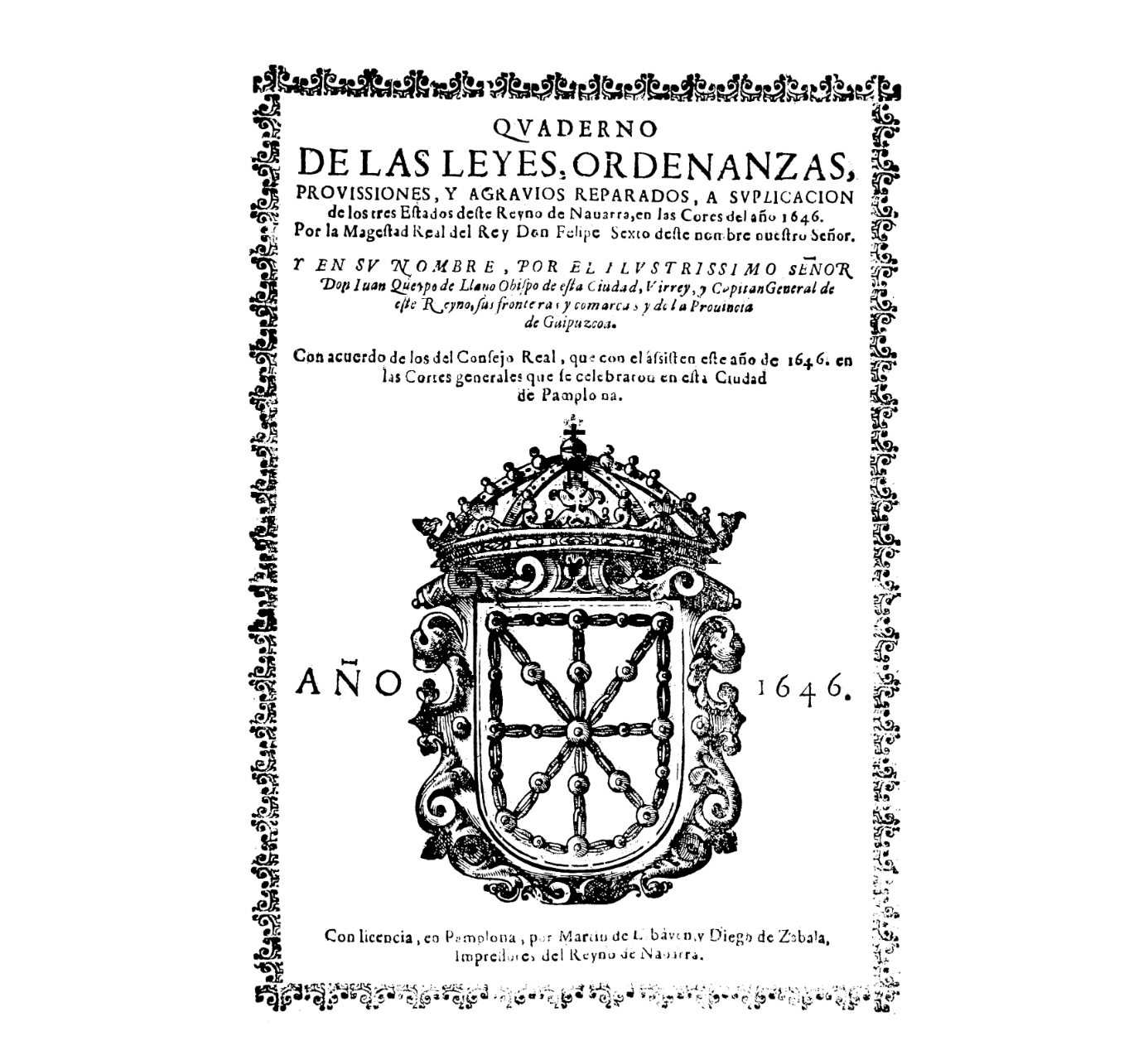
"Quaderno" de las leyes aprobadas por las Cortes de Navarra de 1646
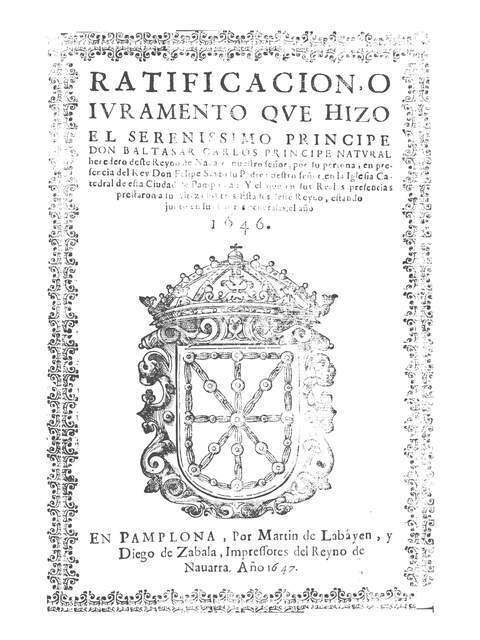
Juramento del príncipe Baltasar Carlos ante las Cortes de Navarra en 1646 e impreso al año siguiente
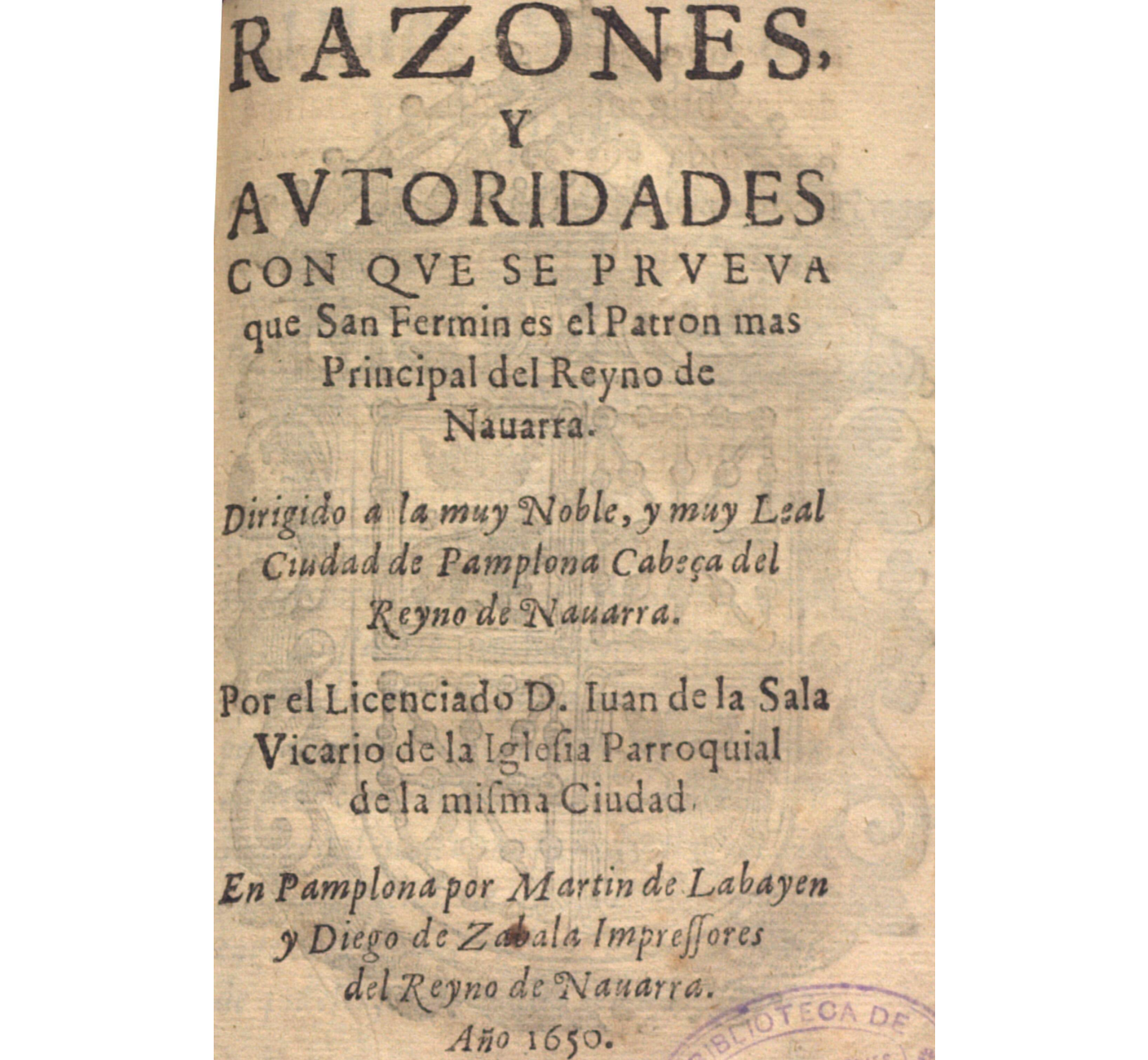
Publicación firmada por Martín de Labayen y Diego de Zabala "Impressores del Reyno de Navarra" (1650)
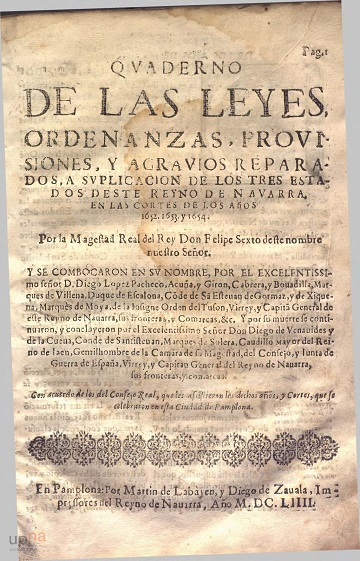
"Quaderno" de leyes de Navarra impreso en 1654, año de la muerte de Martín de Labayen, cuyo nombre aparece en el pie de imprenta junto con el de su yerno
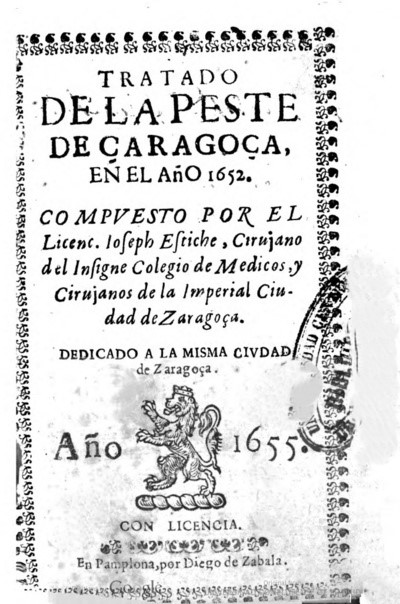
Publicación sobre la peste de Zaragoza impresa por Diego de Zabala en 1654, en el año en que tomó posesión del negocio